# Edward Apa
Edward Ludwik Apa (ur. 15 października 1917 w Piotrogrodzie, zm. 24 marca 1980 w Krakowie) – polski aktor teatralny i filmowy; także reżyser teatralny.
Jego rodzicami byli Marian Apa i Aleksandra z Iłłakowiczów. Szkołę średnią ukończył w Leningradzie. Tam także studiował w Instytucie Sztuki Teatralnej. Do Polski przyjechał wraz z rodzicami w roku 1934. Tutaj zdał w ZASP egzamin aktorski w 1937 r. W latach 1938–1939 był słuchaczem studia aktorskiego dla młodzieży przy Instytucie Reduty (tzw. „Okopu”). W 1948 zdał eksternistyczny egzamin aktorski.

## Teatr
W teatrze zadebiutował w kwietniu 1937 roku w komedii Mała Kitty i wielka polityka. Spektakl ten odbył się w Teatrze Malickiej w Warszawie.
Z wyjątkiem lat wojny występował na deskach wielu polskich teatrów (w Warszawie, Wrocławiu, Olsztynie, Elblągu, Częstochowie, Rzeszowie, Opolu, Białymstoku, Szczecinie, Koszalinie) w bardzo zróżnicowanym repertuarze.
Ze szczecińskim Teatrem Krypta współpracował też jako reżyser.

### Spektakle teatralne
Teatr Malickiej w Warszawie
- 1937 – Mała Kitty i wielka polityka

Teatr Powszechny w Warszawie (MDT)
- 1945 – Macierzyństwo panny Jadzi jako Włodek (reż. Helena Buczyńska)
- 1947 – Starzy przyjaciele jako Laskowskij (reż. Witold Koweszko)

Teatr Polski w Warszawie
- 1945, 1948 – Zakon krzyżowy jako Kniaź Jamont, Giermek III (reż. Janusz Warnecki)
- 1947 – Wilki i owce jako lokaj Kupawinej (reż. Karol Borowski)
- 1949 – Wrogowie jako Akimow (reż. K. Borowski)
- 1949 – Wieczór puszkinowski (reż. J. Warnecki)

Teatr Comoedia w Warszawie (MDT)
- 1946 – Pomocnica domowa jako Janek (reż. Helena Gruszecka)
- 1947 – Zaczarowane koło jako Kasztelan (reż. Zbigniew Kochanowicz)

Teatr Mały w Warszawie (MDT)
- Uczeń diabła jako Tytus Dudgeon (reż. Dobiesław Damięcki)

Teatr Rozmaitości w Warszawie (MDT)
- 1947 – Żabusia jako Julian (reż. Jan Kochanowicz)
- 1948 – Romans z ojczyzną jako Deputowany I (reż. Eugeniusz Poreda)

Teatr im. Stefana Jaracza (Olsztyn, Elbląg)
- 1950 – Kościuszko w Berville jako Zenowicz (reż. Stanisław Milski)

Teatr Ateneum im. S. Jaracza Warszawie
- 1951 – Interwencja jako Ali (reż. Ludwik René)

Teatry Dramatyczne w Częstochowie
- 1952 – Balladyna jako Gralon (reż. Wanda Wróblewska)
- 1953 – Dziewczyna z dzbankiem jako Don Juan (reż. Edmund Kron)
- 1953 – Jegor Bułyczow i inni jako Mikrousow (reż. Henryk Lotar)
- 1954 – Królowa Śniegu jako Radca (reż. H. Lotar)
- 1955 – Beatrix Cenci jako Inkwizytor (reż. E. Kron)
- 1955 – Dzieci jednej matki jako Siergiej Czagin (reż. E. Kron)
- 1956 – Lato w Nohant jako Clesinger (reż. Elwira Turska)

Teatr Ziemi Opolskiej w Opolu
- 1957 – Pigmalion jako pułkownik Pickering (reż. Marian Godlewski)
- 1957 – Don Carlos jako margrabia Posa (reż. M. Godlewski)
- 1957 – Kobieta twojej młodości jako Karol Josse (reż. Romana Bohdanowicz)

Teatr im. W. Siemaszkowej w Rzeszowie
- 1958 – Wesele Figara jako Bazylio (reż. Bronisław Kassowski)
- 1959 – Głupi Jakub jako doktor (reż. Ireneusz Erwan)
- 1959 – Czarująca szewcowa jako Alkad (reż. Maria Straszewska)
- 1959 – Cudotwórca jako Paweł (reż. Zofia Modrzewska)
- 1959 – Wojna i pokój jako Karatajew (reż. Stefan Winter)
- 1960 – Opowieść o kole kredowym jako handlarz wina (reż. Z. Modrzewska)
- 1960 – Śmierć komiwojażera jako Charley (reż. S. Winter)
- 1961 – Kuglarze jako Mr Jefferson (reż. I. Erwan)
- 1961 – Wieczór Trzech Króli jako kapitan (reż. Stanisława Zbyszewska)
- 1961 – Hotel Astoria jako Rublew (reż. S. Winter)
- 1962 – Skandal w Hellbergu jako sierżant Blom (reż. I. Erwan)
- 1962 – Idiotka jako Beniamin Beaurevers; Mario (rez. E. Turska)
- 1962 – Dobranoc, Patrycjo jako generał Burton (reż. S. Winter)
- 1963 – Burza jako Sebastian (reż. Gustawa Błońska)
- 1963 – Przygoda z Vaterlandem jako doktor Bohme (reż. I. Erwan)
- 1963 – Fizycy jako Uwe Sievers (reż. S. Winter)
- 1963 – Jegor Bułyczow i inni jako Donat (reż. S. Winter)
- 1964 – Ryszard II jako opat Westminsteru; Lord (reż. S. Winter)
- 1964 – Jutro Berlin jako Bonatti (reż. I. Erwan)
- 1964 – Wesele jako dziad (reż. S. Winter)
- 1965 – Henryk VI na łowach jako gajowy II (reż. Danuta Bleicherówna)
- 1965 – Horsztyński jako Skowicz (reż. Zdzisław Dąbrowski)
- 1966 – Don Juan jako Posąg Komandora (reż. E. Turska)

Teatr Dramatyczny im. Węgierki w Białymstoku
- 1966 – Spisek jako Andrea Doria (reż. Jerzy Zegalski)
- 1967 – Czajka jako Piotr Nikołajewicz Sorin (reż. Roman Kordziński)

Wrocławski Teatr Współczesny im. E. Wiercińskiego
- 1967 – Pluskwa jako przewodniczący (reż. Jerzy Jarocki)
- 1968 – Róża jako robotnik II (reż. Andrzej Witkowski)
- 1968 – Śmierć na gruszy jako handlarz (reż. Józef Szajna)
- 1968 – Igraszki z diabłem jako Belzebub (reż. Jitka Stokalska)
- 1968 – Przedwiośnie jako Maciejunio (reż. A. Witkowski)
- 1969 – Pastorałka jako Melchior (reż. J. Stokalska)
- 1969 – Trzej muszkieterowie (reż. A. Witkowski)
- 1969 – Kiedyś w roku dwudziestym Potapow (reż. A. Witkowski)
- 1970 – Pogranicze w ogniu (reż. A. Witkowski)
- 1970 – Ania z Zielonego Wzgórza jako Mateusz (reż. Halina Dzieduszycka)
- 1971 – Damy i huzary jako major (reż. A. Witkowski)
- 1972 – Młoda Gwardia jako Matwiej Kostijewicz Szulga (reż. A. Witkowski)
- 1973 – Miłość jest złym doradcą jako Hibberd (reż. Andrzej Makarewicz)
- 1973 – Pan Wokulski jako doktor Szuman (reż. Józef Para)
- 1974 – Janulka córka Fizdejki (reż. J. Para)

Teatry Dramatyczne, obecnie Teatr Polski w Szczecinie
- 1975 – Klik-klak jako Teodor (reż. Krystyna Tyszarska)

Teatr Współczesny w Szczecinie
- 1976 – Kobieta zza zielonych drzwi jako Tamada (reż. Wojsław Brydak)
- 1977 – Farsa mrocznych jako burmistrz (reż. Maciej Englert)

Teatr Krypta w Szczecinie
- 1977 – Otwórz drzwi

Bałtycki Teatr Dramatyczny im. J. Słowackiego w Koszalinie
- 1977 – Przy pełni księżyca jako Matwiej (reż. Krzysztof Rotnicki)
- 1978 – Straszliwy wychowawca jako Paproń (reż. Janusz Tartyłło)
- 1978 – W małym dworku jako Ignacy (reż. J. Tartyłło)
- 1978 – Król IV jako Liktor (reż. Jarosław Kuszewski)
- 1978 – Odwety jako Lemański (reż. J. Kuszewski)

## Film
Aktor skoncentrował się na pracy w teatrze. W filmie pojawiał się tylko sporadycznie.

### Filmografia
- 1972 – Fortuna
- 1973 – Sekret jako profesor Julian Lewicki (w filmie słychać tylko jego głos, a twarz widać na zdjęciu)
- 1973 – Zasieki

## Odznaczenia i nagrody
- Złoty Krzyż Zasługi (1978)
- Odznaka 1000-lecia Państwa Polskiego (1964)
- Nagroda na Festiwalu Teatrów Polski Północnej w Toruniu za rolę Sorina w Czajce (1967)

## Życie prywatne
Żonaty z Aleksandrą Bonarską (z domu Kotapka), aktorką. Pochowany w grobowcu na cmentarzu Rakowickim